# Ochranovský sbor při Českobratrské církvi evangelické v Turnově
Farní sbor Českobratrské církve evangelické v Turnově je sborem Českobratrské církve evangelické v Turnově. Sbor spadá pod Ochranovský seniorát.
Farářem sboru je Ondřej Halama a kurátorkou sboru Jitka Pernerová.

## Faráři sboru
Turnovský sbor má bohatou historii, navazující na zdejší činnost předbělohorské jednoty bratrské, a řadu vynikajících kazatelů. Bratr Václav Vančura. Ten se v roce 1895 přestěhoval z Dubé do Mladé Boleslavi, aby zde začal rozsáhlou misijní a pastýřskou činnost. Šíře jeho práce sahala od České Lípy a Litoměřic až po Novou Paku a Velké Hamry – a také Turnov. Tak došlo k tomu, že v neděli, 5. prosince 1897, byla tehdy ještě do sboru boleslavského přijímána první rodina z Turnovska – mlynář Frydrych s rodinou z Daliměřic. Od té doby býval u nich Václav Vančura častým hostem a brzy se shromáždil kruh čtenářů Písma i zájemců o bratrskou historii. Protože se společenství rozrůstalo, byl v roce 1900 ustaven sbor a otevřena vlastní modlitebna v Královské ulici.
V roce 1906 byl povolán za kazatele Gedeon Vilém Hartwig (syn Wilhelma Hartwiga, zakladatele chlapeckého sirotčince v Horní Čermné) a práce se rozšířila také do blízkého Rovenska pod Troskami. Bratr Hartwig bydlel v domě č.p. 17 na Mariánském náměstí, kde také byla od roku 1907 modlitebna. V roce 1913 za pomoci německých bratří koupil sbor dům v Kozákovské ulici, kde byla také slavnostně otevřena modlitebna. V roce 1914 se správy sboru ujal misionář František Chleboun, který se vrátil z misie v Jižní Africe. Ten také začal od roku 1916 konat misijní dílo na Železnobrodsku a pravidelné bohoslužby od roku 1918. Oživení turnovského sboru přineslo přestupové hnutí v roce 1921. Tehdy vznikly stanice v Doubravici a Svijanském Újezdě. Protože bratr Chleboun byl opět povolán na misii, stal se od roku 1923 kazatelem v Turnově Ladislav Šklíba. Po odchodu bratra Šklíby do Potštejna se stal kazatelem Pavel Glos. Bratr Glos, kterého starší turnovští dobře pamatují, zde sloužil celých 45 let. V roce 1975 nastupuje do sboru správce Jiří Polma, který v roce 1996 přešel do Železného Brodu. V roce 1997 byl ke správě sboru povolán Ondřej Halama.